# Waltham (Massachusetts)
Waltham is een plaats (city) in de Amerikaanse staat Massachusetts, en maakt deel uit van Middlesex County. Het is nu een voorstad van Boston.

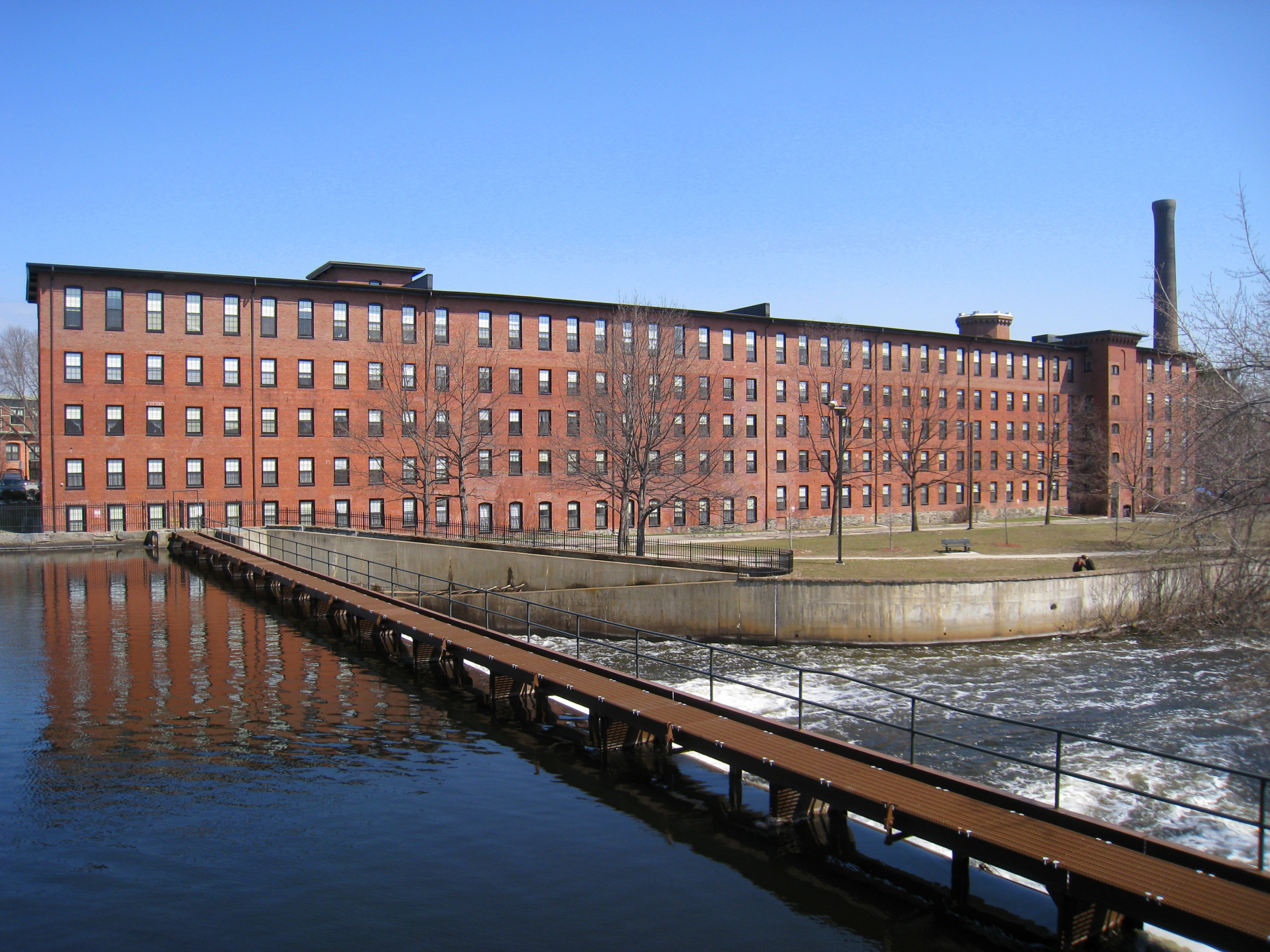
Voormalige fabrieksgebouwen langs de Charles

Waltham speelde een belangrijke rol in de Amerikaanse industriële revolutie. In de negentiende eeuw ontstond er een belangrijke textielindustrie langs de oevers van de rivier de Charles. De machines in de fabrieken werden aangedreven door waterkracht.
In 1857 kwam er ook een belangrijke horlogefabriek, de Waltham Watch Company. Dit was eind 19e eeuw de belangrijkste horlogeproducent ter wereld en stelde 2.800 mensen te werk. De fabriek heeft een façade van 197 meter.
Er kwamen ook andere fijnmechanische industrieën. Door de vroege industrialisatie was Waltham ook belangrijk in de geschiedenis van de Amerikaanse arbeidersbeweging.
Tegenwoordig is de stad vooral bekend om zijn hightech research en universiteiten, met name Brandeis Universiteit en Bentley Universiteit.

## Demografie
Bij de volkstelling in 2000 werd het aantal inwoners vastgesteld op 59.226.
In 2006 is het aantal inwoners door het United States Census Bureau geschat op 59.352, een stijging van 126 (0.2%).

## Geografie
Volgens het United States Census Bureau beslaat de plaats een oppervlakte van
35,3 km², waarvan 32,9 km² land en 2,4 km² water.

## Plaatsen in de nabije omgeving
De onderstaande figuur toont nabijgelegen plaatsen in een straal van 8 km rond Waltham.

## Geboren
- Caroll Spinney (1933-2019), Muppet-poppenspeler
- Kenneth Wilson (1936-2013), theoretisch natuurkundige en Nobelprijswinnaar (1982)
- Charles Precourt (1955), astronaut
- Deena Kastor (1973), langeafstandsloopster